# Europastraße 420
Die Europastraße 420 (Abkürzung: E 420) ist eine Europastraße, die sich in etwa einer Nord-Süd-Richtung durch Belgien und Frankreich erstreckt. Sie verläuft von Nivelles in Wallonien bis Reims in der Region Champagne-Ardenne.

## Verlauf
Von Nivelles zweigt die E 420 von der E 19 ab und führt dann zunächst zum Autobahnring von Charleroi. Während sie bis hierhin auf der Autobahnstrecke der A54 verlief, wechselt sie dann zur Nationalstraße 5 über, die dann die Provinz Namur durchquert. Sie passiert dabei die Gemeinden Walcourt und Philippeville. Im Süden der Gemeinde Couvin im Ortsteil Brûly wird die belgisch-französische Grenze überquert. Auf der Umgehungsstraße von Rocroi, der D985, setzt sich der Verlauf nach Süden fort. In den Ardennen wird dann bei Tremblois-lès-Rocroi die E 44 gekreuzt. Bei Rethel schließlich vereinigt sich die E 420 mit der E 46 auf der A34 und folgt dieser bis Reims.